# Eleccions legislatives albaneses de 2017
El 25 de juny de 2017 es van celebrar eleccions legislatives a Albània. Inicialment, estaven previstes per al 18 de juny, però després de l'anunci d'un possible boicot per part dels partits de l'oposició durant una crisi política que va durar tres mesos, el 18 de maig es va aconseguir un acord entre tots els partits per a canviar la data. El Partit Socialista va obtenir 74 dels 140 escons.